# Pengjia Yu
Pengjia Yu (chinesisch 彭佳嶼, Pinyin Péngjiā Yǔ, Pe̍h-ōe-jī Phêⁿ-ka-sū – „Insel Pengjia“), oder einfach Pengjia, ist eine kleine Insel etwa 56 Kilometer nördlich der Insel Taiwan, und wird von der Republik China auf Taiwan (ROC) verwaltet. Administrativ gehört sie zum Stadtbezirk Zhongzheng von Keelung. Die Insel darf nur mit besonderer Genehmigung betreten werden. Auf älteren Karten ist sie unter dem Namen Agincourt verzeichnet.

## Name
Der heutige chinesische Name ist Pengjia. Durch britische Seekarten wurde die Insel in der Vergangenheit unter dem Namen Agincourt Island (nach dem gleichnamigen Schlachtort des Hundertjährigen Krieges) bekannt. Zur Zeit der japanischen Herrschaft über Taiwan (1895–1945) trug die Insel den Namen Hōka-sho (japanisch 彭佳嶼), der japanischen Aussprache des chinesischen Namens.

## Beschreibung
Die Insel ist vulkanischen Ursprungs. Die letzten Vulkanausbrüche fanden vermutlich im späten Pleistozän bis frühen Holozän statt. Die Küste ist im Laufe der Zeit stark durch Wellen erodiert worden und sehr zerklüftet. Die heutige Inselfläche umfasst 1,1413 km² (114,13 ha) und der höchste Punkt liegt 165 Meter über dem Meeresspiegel. Die Inselvegetation besteht ganz überwiegend aus Grasland mit nur wenigen vereinzelten Bäumen.

## Geschichte

Leuchtturm auf Pengjia Yu

Die Insel wurde wohl erstmals in der Spätphase der Qing-Dynastie (1644–1911) zumindest zeitweilig besiedelt. Unter japanischer Herrschaft wurde ein 26,2 Meter hoher Leuchtturm auf Pengjia Yu erbaut, der am 20. September 1909 in Betrieb ging und der bis heute seinen Dienst tut. Das Leuchtfeuer ist etwa 25 Seemeilen weit sichtbar. Am 9. und 11. Januar 1945, sowie am 15. und 16. Mai 1945 wurde der Leuchtturm durch amerikanische Bombenangriffe beschädigt und nach Kriegsende rekonstruiert.
Der Turm ist auch unter dem Namen Pangchia Yu-Leuchtturm (in einer anderen Transkription des Inselnamens) bekannt. Im Mai 2015 erhielt er offiziell den Status eines „Gebäudes von historischer Bedeutung“.

## Gegenwart
Neben dem Leuchtturm befinden sich eine Wetterstation des Taiwanischen Wetterdienstes und Einrichtungen des Küstenschutzes auf der Insel. 
Die Insel wird gegenwärtig von 40 Personen bewohnt, die dort Dienste in diesen Einrichtungen versehen.
Etwa 76 Seemeilen östlich der Insel befinden sich die Senkaku-Inseln (in japanischer Lesart), bzw. Diaoyutai-Inseln (in chinesischer Lesart), die unter japanischer Kontrolle stehen, aber sowohl von der Republik China, als auch von der Volksrepublik China beansprucht werden. Wiederholt kam es in der Vergangenheit im Seegebiet dieser Inseln zu Spannungen und Zwischenfällen beispielsweise zwischen festlandchinesischen oder (seltener) taiwanischen Fischerbooten und der japanischen Küstenwache. Um die eigene Präsenz in diesem Seegebiet zu untermauern wurde Pengjia Yu wiederholt von hochrangigen taiwanischen Politikern besucht. Am 9. April 2016 hielt sich Präsident Ma Ying-jeou kurz hier auf, nachdem er dies schon zuvor am 7. September 2012 getan hatte. Am 10. August 2005 hatte auch sein Amtsvorgänger Chen Shui-bian die Insel besucht.

## Klima
Das Klima ist subtropisch-warm und niederschlagsreich. Die Durchschnittstemperatur beträgt 21,9 °C und die Jahresniederschlagsmenge liegt bei 1954 mm. Die Monate Juni bis August sind die regenärmsten, wobei die Jahreszeiten-Periodik der Niederschläge nicht so ausgeprägt ist wie auf der Insel Taiwan.
|                        | Jan   | Feb  | Mär   | Apr   | Mai   | Jun   | Jul   | Aug  | Sep   | Okt   | Nov  | Dez   |   |       |
| Mittl. Temperatur (°C) | 15,7  | 15,9 | 17,5  | 20,4  | 23,4  | 26    | 28    | 27,9 | 26,3  | 23,7  | 20,7 | 17,4  | ⌀ | 21,9  |
| Mittl. Tagesmax. (°C)  | 17,8  | 18,2 | 20,1  | 23,1  | 26,2  | 28,9  | 31,2  | 31   | 28,8  | 25,9  | 22,8 | 19,5  | ⌀ | 24,5  |
| Mittl. Tagesmin. (°C)  | 13,7  | 13,9 | 15,3  | 18,2  | 21,3  | 24    | 25,8  | 25,8 | 24,5  | 22,1  | 19   | 15,5  | ⌀ | 20    |
|                        |       |      |       |       |       |       |       |      |       |       |      |       |   |       |
| Niederschlag (mm)      | 122,6 | 161  | 169,5 | 161,6 | 203,2 | 194,1 | 125,8 | 198  | 236,9 | 136,8 | 132  | 112,5 | Σ | 1954  |
|                        |       |      |       |       |       |       |       |      |       |       |      |       |   |       |
| Sonnenstunden (h/d)    | 2     | 2    | 2,6   | 3,3   | 4,5   | 5,4   | 8,4   | 8,1  | 6,4   | 4,8   | 3,1  | 2,1   | ⌀ | 4,4   |
|                        |       |      |       |       |       |       |       |      |       |       |      |       |   |       |
| Regentage (d)          | 17,1  | 17   | 18,5  | 14,6  | 14,3  | 12,1  | 6,6   | 9,6  | 12,1  | 11,5  | 14,3 | 14    | Σ | 161,7 |

| 13,7 |

| 13,9 |

| 15,3 |

| 18,2 |

| 21,3 |

| 24 |

| 25,8 |

| 25,8 |

| 24,5 |

| 22,1 |

| 19 |

| 15,5 |

| 13,7 |

| 13,9 |

| 15,3 |

| 18,2 |

| 21,3 |

| 24 |

| 25,8 |

| 25,8 |

| 24,5 |

| 22,1 |

| 19 |

| 15,5 |